# کارلوس کلایبر
کارلوس کلایبر (به آلمانی: Carlos Kleiber)، با نام کاملِ کارل لودویگ بونیفاتسیوس کلایبر (به آلمانی: Karl Ludwig Bonifacius Kleiber) (زادهٔ ۳ ژوئیهٔ ۱۹۳۰، برلین - ۱۳ ژوئیهٔ ۲۰۰۴) رهبر ارکستر اهل اتریش با اصالتِ آلمانی بود.
کارلوس کلایبر در طول زندگی حرفه‌ایِ خود ارکسترهای فراوانی را در کشورهای مختلف رهبری کرد. او جوایز و نشان‌های بسیاری گرفت. او در اوایل دههٔ ۱۹۹۰ از رهبری ارکستر کناره‌گیری کرد و پس از آن تنها گاهی کنسرت‌های خصوصی یا خیریه را رهبری می‌کرد. کلایبر، با وجود اینکه ولعی برای رهبری ارکستر نداشت و اجراهای زیادی ندارد، از سوی همکارانش و همچنین شنوندگان اجراهایش، بسیار تحسین شده‌است. او تمایل چندانی به ضبط آثاری که اجرا کرده بود نداشت.

پدر او اریش کلایبر، از رهبران ارکستر و آهنگسازان نامدار بود. مادرش، روت گودریچ، اهل واترلو، آیووا، ایالات متحدهٔ آمریکا، بود. خانوادهٔ کلایبر در سال ۱۹۳۵ به آرژانتین مهاجرت کردند و نام «کارل» (Karl) در آن دیار به «کارلوس» تغییر یافت.

همسرش استانیسلاوا برِزووار (به اسلوونیایی: Stanislava Brezovar)، رقاص باله اهل اسلوونی بود. آن دو در دوسلدورف با هم آشنا شده بودند و ازدواج کردند. کلایبر هفت ماه بعد از همسرش درگذشت. آرامگاه این زوج در شهر «لیتیا» (Litija) در اسلوونی است. آنها یک پسر و یک دختر به نام‌های مارکو و لیلیان داشتند.